# Let There Be More Light
«Let There Be More Light» — пісня гурту Pink Floyd з альбому 1968 року A Saucerful of Secrets. Представлена на першій стороні LP першим за рахунком треком. Автором музики і слів пісні є Роджер Вотерс. Вокальні партії були виконані Девідом Гілмором і Річардом Райтом. «Let There Be More Light» вийшла 19 серпня 1968 року в США і Японії у вигляді синглу (з піснею «Remember a Day» на другій стороні).

## Виконання на концертах
Музиканти групи Pink Floyd виконували пісню «Let There Be More Light» на концертах в 1968—1969 роках:
- Концертна прем'єра пісні відбулася в Парижі 20 лютого 1968 року в музичній програмі «Bouton Rouge». Виконання «Let There Be More Light» разом з композиціями «Astronomy Domine», «Flaming» і «Set the Controls for the Heart of the Sun» 24 лютого було показано в телеефірі каналом ORTF2[4].

- «Let There Be More Light» 11 травня виконувалася Pink Floyd на «Brighton Arts Festival» — «The Gentle Sound of Light» ву Великій Британії, а також під час голландського туру в цьому ж місяці і бельгійсько-голландського туру в травні — червні 1968 року[4].

- Виконання 25 червня для радіотрансляції «In concert» в Паризькому театрі BBC («BBC Paris Cinema») «Let There Be More Light» стало першим записом Девіда Гілмора на радіо для BBC[4].

- 29 червня пісня виконана в Гайд-парку на фестивалі «Midsummer High Weekend»[4].

- У липні-серпні «Let There Be More Light» виконувалася під час північноамериканського туру Pink Floyd[4].

- У вересні-жовтні концертні записи пісні кілька разів показують по французькому телебаченню, включаючи виконанні композиції в програмі «Tous en Scene», знятої 31 жовтня і показаної по ORTF2 26 листопада[5].

- У лютому-березні 1969 року «Let There Be More Light» виконувалася на концертах у Великій Британії[4].

## Цікаві факти
- Рядок в тексті пісні «For there revealed in glowing robes was Lucy in the sky» відсилає до пісні гурту The Beatles «Lucy in the Sky with Diamonds».

- В одному з рядків пісні згадується Піп Картер (Pip Carter), який в різний час працював у Pink Floyd водієм[6].

- У «Let There Be More Light» є посилання на Мілденхолл (Mildenhall) (військово-повітряну базу США в Саффолку, Велика Британія) і на Хереварда (Hereward the Wake) (ватажка англосаксів, які повстали проти норманських завойовників в XI столітті)[7].

## Учасники запису
- Девід Гілмор — гітара, вокал;

- Роджер Вотерс — бас-гітара, вокал;

- Річард Райт — клавішні, орган, вокал;

- Нік Мейсон — ударні.